# Warrah (rivier)

Kaartje van de Falklands.

De Warrah is een van de drie grootste rivieren op West-Falkland. (De andere zijn de Chartres en de Blackburn.) De rivier is genoemd naar de sinds 1876 uitgestorven falklandwolf die oorspronkelijk alleen op deze eilanden voorkwam, en 'warrah' werd genoemd.
De rivier ontspringt op de helling van de Muffler Jack Mountain in het Hornby-gebergte, is ongeveer 32 km lang en mondt uit in Keppel Sound: een met eilanden bezaaide baai aan de noordzijde van het eiland. De rivier is geliefd vanwege de visvangst. De rivier heeft één grote zijrivier: de Green Hill Stream.